# Order Zasługi Wojskowej (Bułgaria)
Order Zasługi Wojskowej (bułg. Орден „За военна заслуга”) – bułgarskie wysokie odznaczenie państwowe ustanowione w 1900.

## Historia
Order został ustanowiony 18 maja 1900 przez władcę Księstwa Bułgarii Ferdynanda I Koburga. W 1916, na pamiątkę zwycięstwa armii bułgarskiej nad wojskami serbskimi, król (od 1908) Ferdynand I do pierwszych pięciu klas orderu dodał, na wzór austriacki, wieniec laurowy. Order został ponownie zmodyfikowany 9 września 1944 – odtąd nadawano go na wstędze Orderu Zasługi Cywilnej, a monogram władcy na środkowym medalionie zastąpiono trójkolorową flagą bułgarską. Ostatecznie został zniesiony przez komunistów rządzących w Ludowej Republice Bułgarii w latach 50. XX wieku. Nie znalazł się na liście orderów domowych króla Symeona III Koburga (zawiera ona jedynie trzy ordery: Cyryla i Metodego, św. Aleksandra i Czerwonego Krzyża).
W 2004 order został odnowiony jako odznaczenie Republiki Bułgarii, a nadawany jest przez prezydenta Bułgarii.
Order Zasługi Wojskowej jest przyznawany za wybitną służbę i zasługi w dziedzinie wojskowości, zarówno podczas wojny jak i pokoju. Do 2004 dzielił się na sześć klas (w 1933 dodano Krzyż Wielki):
- I klasa – Krzyż Wielki
- II klasa – Wielki Oficer
- III klasa – Komandor
- IV klasa – Oficer
- V klasa – Kawaler
- VI klasa – Krzyż Srebrny[6].

Ordery I, II i III klasy mogły być nadawane w wersji brylantowej, jako wyraz szczególnego uznania panującego wobec odznaczonego.
Od 2004 posiada jedynie trzy klasy:
- I Klasa (na wielkiej wstędze z gwiazdą przypinaną do piersi),
- II Klasa (komandoria na wstędze wiązanej na szyi),
- III Klasa (na trójkątnej wstążce z rozetką)[7].

W kolejności starszeństwa bułgarskich odznaczeń znajduje się na trzecim miejscu wraz z równorzędnymi orderami Zasługi Cywilnej i Jeźdźca z Madary. Przed nim, na drugim miejscu znajduje się Order Świętych Cyryla i Metodego, a po nim, na miejscu czwartym, występuje Order Waleczności.

## Opis odznaki
Odznaką Orderu Zasługi Wojskowej, przyznawanego przez monarchię bułgarską, był pozłacany srebrny krzyż pizański z czerwonej emalii. Pośrodku krzyża umieszczono medalion z czerwonej emalii ze stylizowanym monogramem Ferdynanda I i otoczką z zielonej emalii, na której znajdował się złoty napis po bułgarsku: ЗА ВОЕННА ЗАСЛУГА (Za zasługę wojenną). Pomiędzy ramionami krzyża umieszczono dwa skrzyżowane złote miecze, a u szczytu odznaki orderu osadzono złota koronę (odznaczenia V i VI klasy istniały zarówno z koroną jak i bez). Na rewersie odznaki widniał napis 2 АВГУСТЪ 1891 (2 sierpnia 1891) i bułgarski lew z saską tarczą herbową nawiązującą do kraju pochodzenia fundatora (Sachsen-Coburg-Gotha). Na orderze zachowana została data fundacji Orderu Zasługi Cywilnej, ponieważ Order Zasługi Wojskowej był pomyślany jedynie jako wersja wojskowa tego pierwszego odznaczenia. Widoczne jest zresztą podobieństwo graficzne obu orderów.

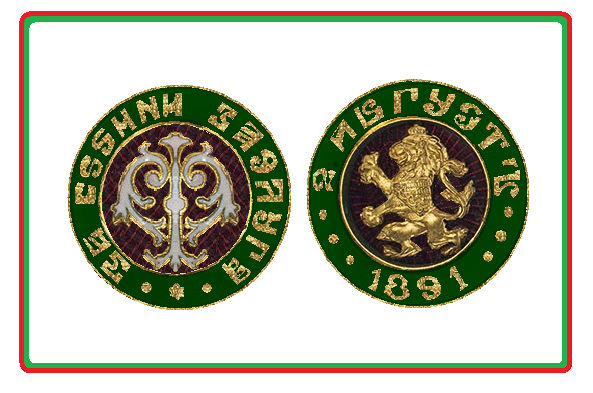
Awers i rewers środkowego medalionu wersji królewskiej

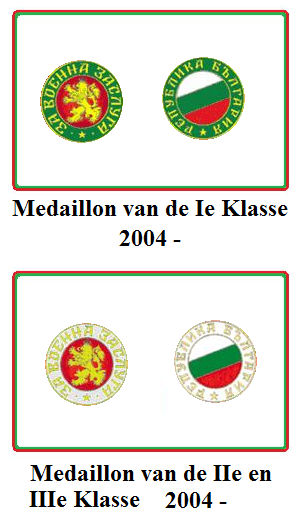
Awers i rewers środkowych medalionów w Klasie I i Klasie II od 2004

Wersja orderu przyznawanego przez prezydenta Bułgarii różni się nieznacznie od wersji królewskiej. Na awersie inicjał królewski został zastąpiony bułgarskim lwem, zaś na rewersie orderu, zamiast daty fundacji i godła Bułgarii, znajduje się przepaska w bułgarskich barwach narodowych i napis РЕПУБЛИКА БЪЛГАРИЯ (Republika Bułgarii). Order w wersji prezydenckiej zwieńczony jest koroną, nieco różniącą się od tej sprzed 1946. Dla I klasy jest to korona złota, dla II srebrna, dla III brązowa.
Gwiazda orderowa przysługiwała odznaczonym orderem królewskim I i II klasy. Była nią ośmioramienna gwiazda z czterema promienistymi ramionami z pozłacanego srebra ułożonymi na przemian z czterema ramionami ze srebra. Pośrodku gwiazdy umieszczono odznakę Orderu Zasługi Wojskowej. Od 2004 przysługuje jedynie odznaczonym I klasą.
Wstęga orderowa w wersji królewskiej miała kolor żółty z czarną i białą bordiurą wzdłuż obu brzegów, a w przypadku nadania za zasługi bojowe wstęga miała kolor jasnoniebieski ze srebrnymi paskami wzdłuż obu brzegów, tak jak w Orderze Waleczności. Od 2004 ma kolor czerwony.